# 措置法
措置法（そちほう）とは、本来は適用対象が一般的（法の受範者が不特定多数人であること）・抽象的（適用される事件が不特定多数であること）であるべき法律において、適用対象が特定され、相当程度に具体的な処分性を有する規範として定められるものをいう。処分的法律（しょぶんてきほうりつ）ともいう。

## 特別措置法
緊急事態などに際して現行の法制度では対応できない場合に、期間や目的などを限って集中的に対処する目的で特別に制定される法律。特措法と略される。

### 現行法
- 駐留軍用地特措法（昭和27年法律第140号）
- 道路整備特別措置法（昭和31年3月14日法律第7号）
- 積雪寒冷特別地域における道路交通の確保に関する特別措置法（昭和31年4月14日法律第72号）
- 租税特別措置法（昭和32年3月31日法律第26号）
- 公共用地の取得に関する特別措置法（昭和36年6月17日法律第150号）
- 豪雪地帯対策特別措置法（昭和37年4月5日法律第73号）
- 古都における歴史的風土の保存に関する特別措置法（昭和41年1月13日法律第1号）
- 炭鉱災害による一酸化炭素中毒症に関する特別措置法（昭和42年7月28日法律第92号）
- 沖縄の復帰に伴う特別措置に関する法律（昭和46年法律第129号）
- 金属鉱業等鉱害対策特別措置法（昭和48年5月1日法律第26号）
- 活動火山対策特別措置法（昭和48年7月24日法律第61号）
- 学校教育の水準の維持向上のための義務教育諸学校の教育職員の人材確保に関する特別措置法（昭和49年2月25日法律第2号）
- 特定空港周辺航空機騒音対策特別措置法（昭和53年4月20日法律第26号）
- 公立の大学における外国人教員の任用等に関する特別措置法（昭和57年9月1日法律第89号）
- 湖沼水質保全特別措置法（昭和59年7月27日法律第61号）
- 流通食品への毒物の混入等の防止等に関する特別措置法（昭和62年9月26日法律第103号）
- 大都市地域における宅地開発及び鉄道整備の一体的推進に関する特別措置法（平成元年6月28日法律第61号）
- 被災市街地復興特別措置法（平成7年2月26日法律第14号）
- 電線共同溝の整備等に関する特別措置法（平成7年3月31日法律第39号）
- 被災区分所有建物の再建等に関する特別措置法（平成7年3月24日法律第43号）
- 特定非常災害特別措置法（平成8年6月14日法律第85号）
- ダイオキシン類対策特別措置法（平成11年法律第105号）
- 原子力災害対策特別措置法（平成11年12月17日法律第156号）
- 特定破産法人の破産財団に属すべき財産の回復に関する特別措置法（平成11年12月7日法律第148号）
- 過疎地域自立促進特別措置法（平成12年3月31日法律第15号）
- 原子力発電施設等立地地域の振興に関する特別措置法（平成12年12月8日法律第148号）
- 沖縄振興特別措置法（平成14年3月31日法律第14号）
- 牛海綿状脳症対策特別措置法（平成14年6月14日法律第70号）
- ホームレスの自立の支援等に関する特別措置法（平成14年8月7日法律第105号）
- 特定船舶の入港の禁止に関する特別措置法（平成16年6月18日法律第125号）
- 駐留軍等の再編の円滑な実施に関する特別措置法（平成19年5月30日法律第67号）
- 救急医療用ヘリコプターを用いた救急医療の確保に関する特別措置法（平成19年6月27日法律第103号）
- 特定フィブリノゲン製剤及び特定血液凝固第IX因子製剤によるC型肝炎感染被害者を救済するための給付金の支給に関する特別措置法（平成20年1月16日法律第2号）
- 特定地域及び準特定地域における一般乗用旅客自動車運送事業の適正化及び活性化に関する特別措置法（平成21年6月26日法律第64号）
- 電気事業者による再生可能エネルギー電気の調達に関する特別措置法（平成23年8月30日法律第108号）
- 平成二十三年三月十一日に発生した東北地方太平洋沖地震に伴う原子力発電所の事故により放出された放射性物質による環境の汚染への対処に関する特別措置法（平成23年8月30日法律第110号）
- 東日本大震災からの復興のための施策を実施するために必要な財源の確保に関する特別措置法（平成23年12月2日法律第117号）
- 新型インフルエンザ等対策特別措置法（平成24年5月11日法律第31号）
- 国際連合安全保障理事会決議第千二百六十七号等を踏まえ我が国が実施する財産の凍結等に関する特別措置法（平成26年11月27日法律第124号）
- 空家等対策の推進に関する特別措置法（平成26年11月27日法律第127号）
- 特定防衛調達に係る国庫債務負担行為により支出すべき年限に関する特別措置法（平成27年4月30日法律第16号）
- 有人国境離島地域の保全及び特定有人国境離島地域に係る地域社会の維持に関する特別措置法（平成28年4月27日法律第33号）
- 令和七年に開催される国際博覧会の準備及び運営のために必要な特別措置に関する法律（平成31年4月26日法律第18号）
- 防災重点農業用ため池に係る防災工事等の推進に関する特別措置法（令和2年法律第56号）
- 我が国の防衛力の抜本的な強化等のために必要な財源の確保に関する特別措置法（令和5年法律第69号）

### 失効
- 地方財政再建促進特別措置法 （昭和30年12月29日法律第195号）
- 同和対策事業特別措置法（昭和44年7月10日法律第60号）
- テロ対策特別措置法（平成13年11月2日法律第113号）
- イラクにおける人道復興支援活動及び安全確保支援活動の実施に関する特別措置法（平成15年8月1日法律第137号）
- テロ対策海上阻止活動に対する補給支援活動の実施に関する特別措置法（平成20年1月16日法律第1号）
- 口蹄疫対策特別措置法 （平成22年6月4日法律第44号）
- 令和三年東京オリンピック競技大会・東京パラリンピック競技大会特別措置法（平成27年6月3日法律第33号）

### 廃止
- 沖縄住民の国政参加特別措置法 （昭和45年5月7日法律第49号）
- 日本国有鉄道経営再建促進特別措置法 （昭和55年12月27日法律第111号）
- 産業活力の再生及び産業活動の革新に関する特別措置法 （平成11年8月13日法律第131号）
- 平成二十三年度における子ども手当の支給等に関する特別措置法 （平成23年8月30日法律第107号）

### 廃案
- 国境対馬振興特別措置法案

## 臨時措置法

### 現行法
- 教科書の発行に関する臨時措置法（昭和23年7月10日法律第132号）
- 罰金等臨時措置法（昭和23年12月18日法律251号）
- 特殊土壌地帯災害防除及び振興臨時措置法（昭和27年4月25日法律第96号）
- 義務教育諸学校における教育の政治的中立の確保に関する臨時措置法（昭和29年6月3日法律第157号）
- 電話加入権質に関する臨時特例法（昭和33年5月6日法律第38号）
- 食品の製造過程の管理の高度化に関する臨時措置法（平成10年6月6日法律第55号）

### 廃案
- 特定産業振興臨時措置法案

### 廃止
- 道路整備費の財源等に関する臨時措置法（昭和23年7月28日法律第180号）→ 道路整備緊急措置法 → 道路整備費の財源等の特例に関する法律 → 道路整備事業に係る国の財政上の特別措置に関する法律
- 国立工業教員養成所の設置等に関する臨時措置法（昭和36年5月19日法律第87号）
- 大学の運営に関する臨時措置法（昭和44年8月7日法律第70号）
- 瀬戸内海環境保全臨時措置法（昭和48年10月2日法律第100号）→ 瀬戸内海環境保全特別措置法
- 中小企業の創造的事業活動の促進に関する臨時措置法（平成7年3月27日法律第47号）→ 中小企業等経営強化法

## 問題点
権力分立（三権分立）を厳密に解釈すれば、立法府は一般的抽象的な規範である法律を制定し、これを行政府が個別具体的に適用するという構図が成立する。そこで、立法府が相当程度に具体的な処分性を有する規範を制定することが、権力分立に違反しないかが問題となる。
また、法律の適用対象や適用時期を区切ることで、いわゆる「狙い撃ち」が可能となることが考えられ、これが日本国憲法第14条に定められている平等原則に違反するかも問題となる。
この点につき通説は、立法府が相当程度に具体的な処分性を有する規範を制定したとしても、それによって権力分立の核心が侵され、立法府と行政府の関係が決定的に破壊されることがない場合においては、当該立法がただちに権力分立に違反するものではないとする。
また、平等原則に関しても、当該立法が社会国家の要請に基づく実質的合理的な取り扱いの違いを設定する趣旨のものであれば、これがただちに平等原則に違反するものではないとする。